# Svartälvs Järnväg
Svartälvs Järnväg (SEJ) var en järnväg i Bergslagen. Den första koncessionen som bolaget fick beviljad angav att den skulle byggas med spårvidden 891 mm men av detta blev inget. En senare koncession ledde istället till den normalspåriga bana som öppnade år 1887. Nora–Karlskoga Järnväg hade anlagt ett sidospår från Kortfors till Karlsdals bruk flera år innan Svartälvs järnväg började byggas men detta köptes in av det nya bolaget och kom att utgöra den sydligaste biten av den nya järnvägen. I norr slutade järnvägen vid Grythyttehed (nuvarande Grythyttan). Ett sidospår anslöt SEJ till Bergslagsbanan. Sträckningen var 37,6 kilometer.

## Historia
Järnvägsbolaget inköpte 1888 den 3 kilometer långa bandelen Kortfors–Karlsdal, som anlagts av Dalälven-Rämen-Kortfors Järnväg. Det bolaget, som bildats 1874, lyckades inte få investerare till sitt projekt: en järnväg mellan Kortfors och Vansbro. Sträckan trafikerades av Nora–Karlskoga Järnväg, tills bolaget upphörde vid försäljningen av bandelen till Svartälvs Järnväg.
SEJ:s affärsidé var att förbinda de järnbruk som fanns längs Svartälven med anslutande banor. Då järnvägen färdigställts 1887, rådde emellertid lågkonjunktur och flera av järnbruken gick i konkurs. Allmän trafik började 1889, men även SEJ gick i konkurs 1892. Fram till 1904 sköttes trafiken av Nora-Karlskoga Järnväg. Hela banan inropades på exekutiv auktion 1910 av Riksgäldskontoret då ingen privat köpare visade intresse. Järnvägen kom därefter att drivas av Statens Järnvägar, utan att formellt införlivas med statsbanorna och den kallades i folkmun för Statens Enskilda Järnväg. Flera försök från statens sida att sälja banan till enskilda järnvägar förblev utan framgång. 
Den 15 maj 1936 nedlades all trafik och bandelen Karlsdal–Grythyttan revs upp 1936. En kort sträcka användes 1934 av flygvapnet som bombmål och bandelen Kortfors–Karlsdalsbruk behölls av försvarsmakten.